# Luigi Fagioli
Luigi Fagioli, (n. 9 iunie 1898 - d. 20 iunie 1952) a fost un pilot de Formula 1, cel mai în vâstă debutant în Formula 1.
1. ↑  Dizionario Biografico degli Italiani, accesat în 27 iunie 2018
2. ↑  Find a Grave